# Tmesisternus distinctus
Tmesisternus distinctus là một loài bọ cánh cứng trong họ Cerambycidae.